# Fuente de Hércules (Gaudí)
La fuente de Hércules (en catalán: Font d'Hèrcules), también conocida como Fuente Gaudí, se encuentra en el Palacio Real de Pedralbes de Barcelona. Fue construida en 1884 con un diseño del arquitecto Antoni Gaudí y está inscrita como Bien Cultural de Interés Local (BCIL) en el Inventario del Patrimonio Cultural catalán con el código 08019/2050.
Esta obra pertenece a la etapa orientalista de Gaudí, en la que realizó una serie de obras de marcado gusto oriental, inspiradas en el arte del Próximo y Lejano Oriente (India, Persia, Japón), así como en el arte islámico hispánico, principalmente el mudéjar y nazarí. En esta época Gaudí emplea con gran profusión la decoración en azulejo cerámico, así como los arcos mitrales, cartelas de ladrillo visto y remates en forma de templete o cúpula.

## Historia
El Palacio tiene su origen en la antigua masía de Can Feliu, del siglo XVII. La finca fue adquirida en 1862 por Eusebi Güell, junto con la vecina Can Cuyàs de la Riera. Juntas formaron la finca Güell, de una extensión de 30 000 m². Güell encargó la reforma de la torre Can Feliu al arquitecto Joan Martorell, que construyó un palacete de aire caribeño, acompañado de una capilla neogótica y rodeado de magníficos jardines. Más tarde, se encargó a Antoni Gaudí el encargo de reformar la casa y construir un muro de cerca y los pabellones de portería. Gaudí también se encargó parcialmente del diseño de los jardines de la finca, construyó dos fuentes y una pérgola, y plantó diversos tipos de plantas mediterráneas (pinos, eucaliptos, palmeras, cipreses y magnolias).
En 1919, los herederos de Güell cedieron la casa y parte de los jardines a la Corona, en agradecimiento por el nombramiento nobiliario como conde a su padre el año anterior, poco antes de fallecer. Entonces se acometió una nueva remodelación para convertirla en Palacio Real (1919-1924), a cargo de los arquitectos Eusebi Bona y Francesc Nebot, en estilo novecentista. Los jardines fueron entonces rediseñados por Nicolau Maria Rubió i Tudurí, a partir de un proyecto que integraba, en un trazado geométrico decorativo, gran parte de los árboles ya existentes, con un estanque y diversos elementos decorativos, como la fuente de Gaudí, bancos de bambú, tres fuentes luminosas obra de Carles Buïgas y diversas estatuas. Al proclamarse la República en 1931, el palacio pasó a ser propiedad del Ayuntamiento de Barcelona, que decidió instalar el Museo de Artes Decorativas, inaugurado en 1932. Durante el régimen franquista volvió a ser residencia del jefe del estado. Actualmente el palacio es de titularidad de la Generalidad de Cataluña. Los jardines son de acceso público.
La fuente fue restaurada en 1983. En 2021 fue encontrado el busto original en un almacén municipal del Ayuntamiento de Barcelona. Cedido al Museo Nacional de Arte de Cataluña, fue restaurado e incorporado a una exposición temporal titulada Gaudí organizada en el museo. El busto es obra del escultor Rossend Nobas, una pieza de gres rojo de 476 kg. En el casco tiene esculpido el segundo trabajo de Hércules: la muerte de la Hidra de Lerna.

## Descripción

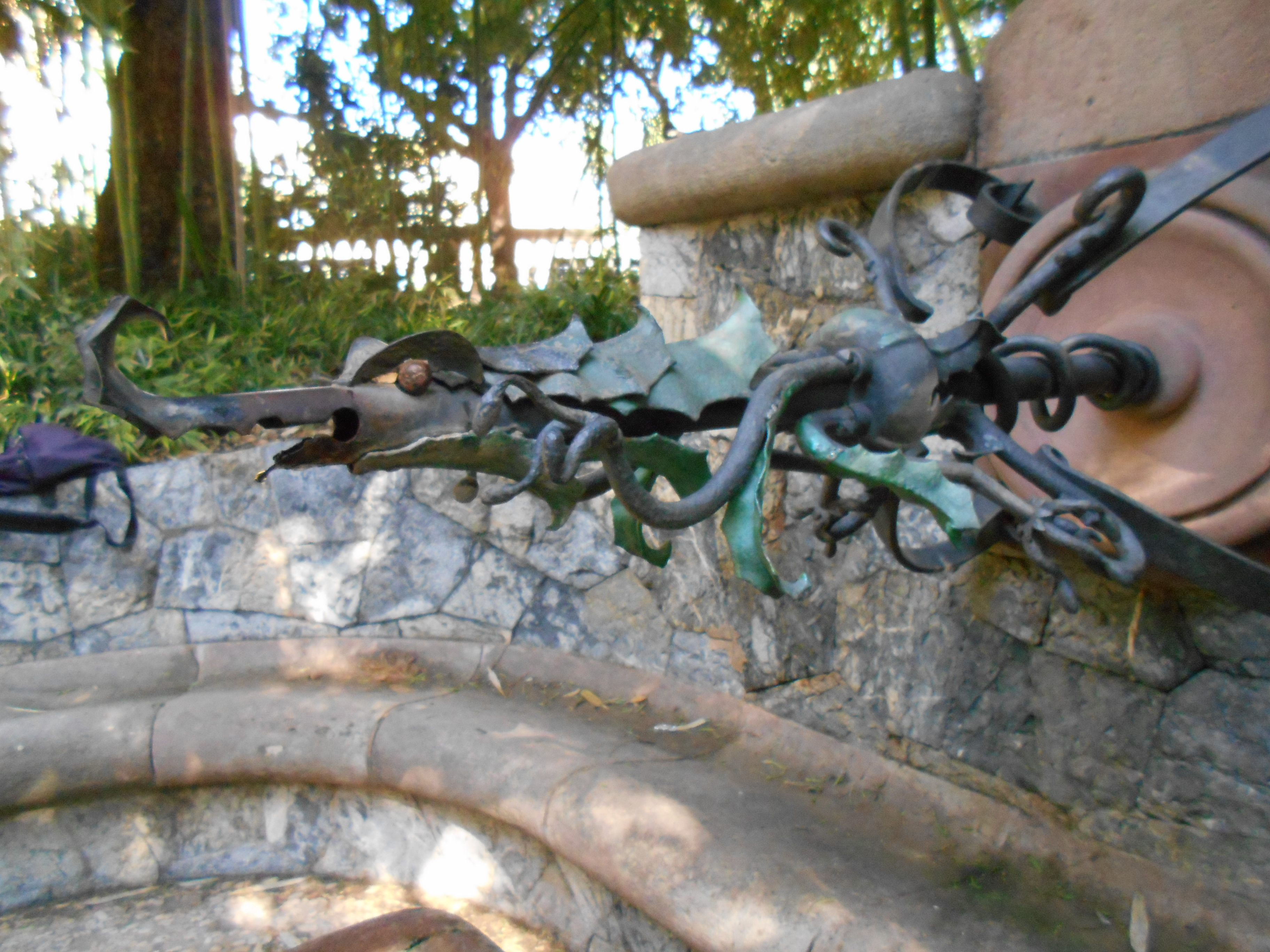
Caño de la fuente.

Dentro del conjunto desarrollado en la finca Güell, Gaudí realizó esta fuente en un paraje algo escondido de los jardines, en medio de un bosquete de bambús que provocó que durante años la obra pasase desapercibida, hasta que fue redescubierta en 1983 por el arquitecto municipal Ignasi Serra Goday. La fuente está dedicada al héroe mitológico Hércules, al que está dedicada también la reja de entrada de los pabellones de portería realizados por Gaudí; esta reja, ejecutada en hierro por Joan Oñós, un colaborador de Gaudí, tiene forma de dragón, y representaría a Ladón, el dragón guardián del Jardín de las Hespérides, vencido por Hércules en su undécimo trabajo. Este episodio fue narrado por Jacinto Verdaguer en su poema La Atlántida, dedicado a Antonio López y López, primer marqués de Comillas, que era el suegro de Eusebi Güell; según Verdaguer, Hércules fue el fundador legendario de Barcelona.
La fuente consta de un banco de piedra de forma elíptica con respaldo de mampostería, en cuya parte central se alza un pedestal sobre el que se encuentra un busto de Hércules —este busto no es el original, y fue colocado en la restauración efectuada en 1983—. De la base de este pedestal surge un caño con forma de dragón chino, que vierte el agua en una pila con el escudo de Cataluña. El conjunto es sobrio pero estético, y se integra de forma armónica con la naturaleza circundante, una de las preocupaciones del arquitecto en su obra, ya que para el genio reusense la naturaleza era su gran maestra.